# Кампанія проти гомофобії

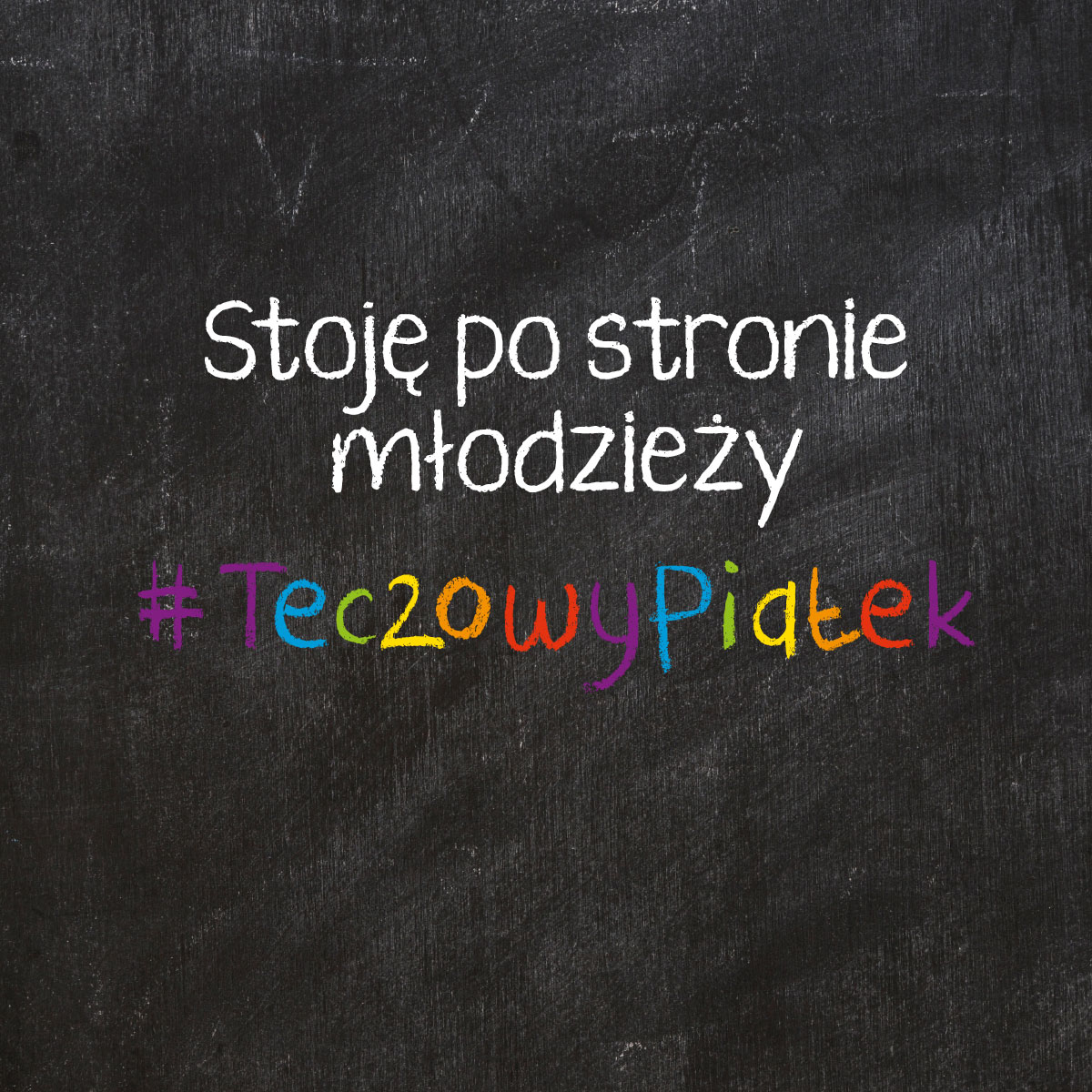
Веселкова п'ятниця (Tęczowy Piątek), ініціатива KPH, яка сприяє обговоренню прав ЛГБТ та боротьбі з дискримінацією в польських школах

Кампанія проти гомофобії — польська організація захисту прав геїв, яка має на меті сприяти правовій та соціальній рівності людей поза гетеронормою. Вона була заснована у Варшаві у вересні 2001 року.
Організація має місцеві філії в Кракові, Вроцлаві, Лодзі, Труймясті, Торуні та Сілезії. KPH і Lambda асоціація Warszawa, які часто співпрацюють (наприклад, в рамках спеціально сформованих фондів, які організовують заходиі) разом є найбільшими НДО подібного роду в Польщі.

## Цілі та заходи
КПГ має на меті внести вклад у створення толерантного суспільства, в якому геї, лесбійки, трансгендери та інші меншини почуваються комфортно. Вона здійснює діяльність у багатьох галузях:
- конференції,
- виставки,
- демонстрації,
- майстерні,
- зустрічі з політиками, науковцями,
- політичне лобіювання
- надання юридичних та психологічних консультацій
- щоквартальний випуск ЛГБТ-прав,
- видання листівок на різну тематику,
- міжнародне моніторинг права та практики прав людини,
- співпраця з подібними організаціями з інших країн та міжнародними органами

КПГ співпрацює з іншими ЛГБТ-організаціями, асоційованими з ILGA .
Деякі заходи, здійснені КПГ, привернули величезний розголос і вплинули на польську громадськість, а саме:
- Niech nas zobaczą (Нехай вони бачать нас) — фотографії, на яких зображені подружжя геїв та лесбійок, які стоять на вулицях і тримаються за руки, мали бути розміщені на білбордах у найбільших польських містах у 2003 році. Однак це викликало величезний резонанс серед громадськості та дискусію про гомосексуальність у безпрецедентному масштабі в Польщі. Аргументи, що ці фотографії «сприятимуть відхиленням», змусили компанії зовнішньої реклами відмовитись від договорів на показ. В результаті фотографії були показані в художніх галереях. Однак, це був момент, коли, на думку деяких; дискримінація вперше стала очевидною..[4]
- Виставка Берлін-Джокьякарта вперше була показана в жовтні 2009 року протягом трьох тижнів у престижній університетській бібліотеці Варшавського університету[5] де було розповсюджено 500 брошур та 200 примірників Йогакартських принципів (у перекладі на польську мову). Її також демонстрували у Любліні, Вроцлаві та Гданську відповідно до Принципів Джок'якарти в дії.[6]
- Jestem gejem, jestem lesbijką. Познай нас. (Я гей, я лесбійка. Знайомтесь з нами.) — це була екскурсія польськими університетами: з освітніми зустрічами для студентів, викладачів та батьків ЛГБТ-людей — і для багатьох — першою можливістю поспілкуватися з відверто геями.
- Festiwal Kultura dla Tolerancji w Krakowie (Культура толерантності у Краківському фестивалі) — Цей щорічний фестиваль на базі Кракова, заснований членами КПГ і організований Фондом «Культура толерантності», пропонує конференції, семінари, кінопокази та вечірки. Його символ — суперечливий та висококонцептуальний твір кращих авторів США та ЄС, що супроводжується численними заходами.
- Nie jesteś sam, nie jesteś sama (Ви не самі) — плакатна кампанія у вибраних містах.
- Споко, я теж! (Круто, я теж!) — короткі відео, на яких показано, як учні діляться своїми історіями, пов'язаними із сексуальною орієнтацією та її впливом на різні аспекти їхнього життя в школі та поза нею.[7]

## Президенти

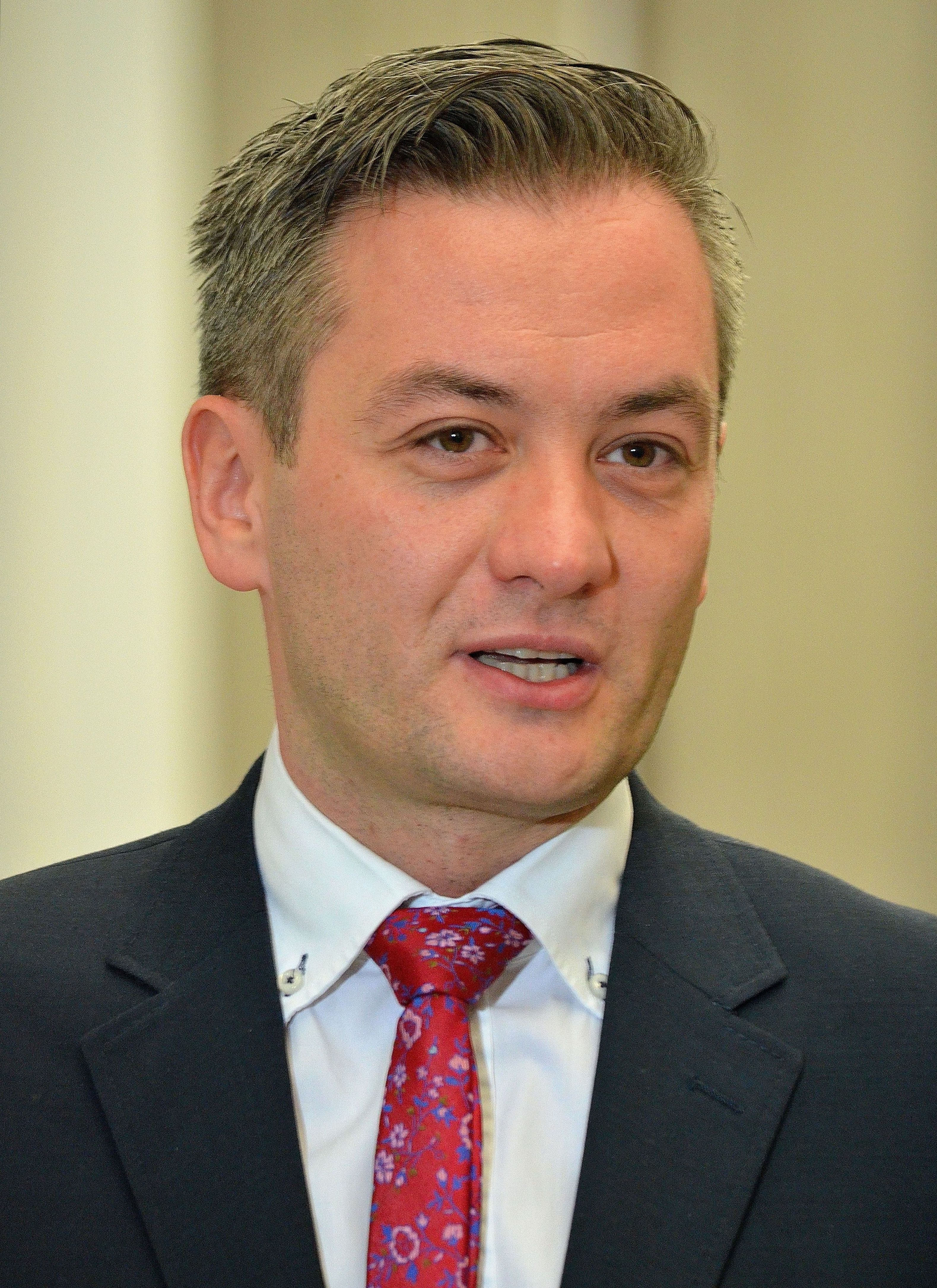
Роберт Бідрон

- Роберт Бідрон — з 11 вересня 2001 року по 22 лютого 2009 року
- Марта Абрамович — з 22 лютого 2009 року по 18 липня 2010 року
- Агата Чабер — з 26 лютого 2012 по 2018 рік
- Слава Мельник — з 2018 року[8]